# Johannes Widmann (Mathematiker)
Johannes Widmann (auch: Johannes Weidemann, Weideman, Widman, Wideman; * um 1460 in Eger, Böhmen; † nach 1498 in Leipzig) war ein deutscher Mathematiker und Dozent an der Universität Leipzig. 
Widmann ist im Wintersemester 1480 in die Matrikelliste der Universität Leipzig eingetragen (als Iohannes Weideman de Egra). Bei den Abschlüssen als Baccalaureus 1482 und Magister 1485 wurden ihm, da er mittellos war, die Gebühren erlassen.
Berühmt wurde Widmann durch sein Buch Mercantile Arithmetic oder Behende und hüpsche Rechenung auff allen Kauffmanschafft, erschienen 1489 in Leipzig. Darin werden erstmals die Symbole + und − zur Kennzeichnung von Überschuss und Mangel, jedoch noch nicht im modernen Sinne als Pluszeichen und Minuszeichen für die Rechenoperationen Addition und Subtraktion verwendet; diese Bedeutung sollte erst 1518 von Heinrich Schreiber eingeführt werden.

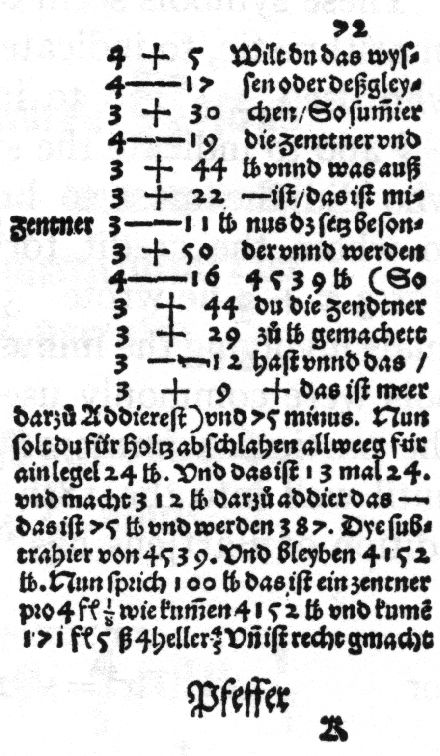
Mercantile Arithmetic (1489)

Sein Rechenbuch von 1489 (gedruckt in Leipzig bei Konrad Kachelofen) ist das zweitälteste in Deutschland gedruckte Rechenbuch nach dem Bamberger Rechenbuch von Ulrich Wagner (1482/83) und das drittälteste gedruckte Rechenbuch überhaupt. Es war Siegismund Altmann gewidmet. Widmanns Buch fand weite Verbreitung und wurde bis 1526 nachgedruckt unter anderem in Pforzheim, Hagenau und Augsburg. Danach wurde es von anderen Rechenbüchern wie denen von Adam Ries und Jakob Köbel überholt. Nach Kurt Vogel übertraf es seine Vorgänger auch in der Anzahl und Breite der Rechenbeispiele bei weitem. Als Quelle benutzte er das Bamberger Rechenbuch und den Algorismus Ratisbonensis, ein Rechenbuch, das um 1450 im Benediktinerkloster St. Emmeram in Regensburg entstand.
Seine Vorlesung über Algebra 1486 ist die erste Algebra-Vorlesung in Deutschland. Deren Inhalt ist aus studentischen Notizen bekannt (erhalten in Manuskripten in Dresden, Wien, München). Außerdem existiert eine Handschrift im Besitz der Landesbibliothek Dresden aus Widmanns Besitz (Codex Dresdensis C 80), die Texte zur Algebra enthält, unter anderem eine deutsche Algebra aus dem Jahr 1471 und eine lateinische Algebra, die als Grundlage seiner Vorlesung diente. Die Vorlesung behandelte die damals bei den Cossisten (Algebra-Experten) üblichen 24 Gleichungsarten, aber auch zur Vorbereitung Bruchrechnen und Verhältnisrechnung.
Adam Ries lernte Widmanns Buch (und die Dresdner Handschrift mit Algebra Texten aus Widmanns Besitz, heute Landesbibliothek Dresden) in der Bibliothek von Georg Sturtz in Erfurt kennen, wo Ries zwischen 1518 und 1522 war. Ries übernahm aus dem Manuskript Beispiele für seine Coss (sein Algebra-Manuskript), kannte aber anscheinend (Kurt Vogel) nicht die Identität des Verfassers des Manuskripts. 
Nach Kurt Vogel publizierte er neben seinem Rechenbuch anonym Algorithmus integrorum cum probis annexis, Algorithmus linealis, Algorithmus minutiarum phisicarum, Algorithmus minutiarum vulgarium, Regula falsi apud philosophantes augmenti et decrementi appellata und Tractatus proportionum plusquam aureus. Die Schriften erschienen wahrscheinlich um 1495 in Leipzig.